# Зевгіти
Зевгіти — представники третього (після пентакосіомедімнів і вершників), найчисленнішого класу громадян, які отримували щорічний дохід 200 медімнів (1 медімн дорівнював 52,5 л) зерна на рік. Відповідно до третьої глави твору Арістотеля «Афінська політія», зевгіти існували вже в епоху Драконта, мали право участі в раді і народних зборах і в разі неявки платили штраф 1 драхму; однак весь контекст, у якому є це повідомлення, сумнівний.
Подібну класифікацію прийнято в Стародавній Греції, в Афінах, під час Солонівських реформ, які встановили майновий ценз, який став визначати політичні права громадян. До 458 року до н. е. вони мали право займати лише нижчі посади. Але від 458—457 р. до н. е. вони отримали також право ставати архонтами. На війні зевгіти були гоплітами.